# مقاطعة وورث (جورجيا)
مقاطعة وورث (بالإنجليزية: Worth County)‏ هي إحدى المقاطعات في ولاية جورجيا في الولايات المتحدة الأمريكية.

## أعلام
- ماريون باتس